# Amandów
Amandów (niem. Amandhof) – wieś w Polsce położona w województwie śląskim, w powiecie raciborskim, w gminie Pietrowice Wielkie. W latach 1975–1998 miejscowość administracyjnie należała do województwa katowickiego.

## Położenie
Wieś Amandów położona jest w gminie Pietrowice Wielkie, oddalona jest o 2 km w kierunku północno-zachodnim od sołectwa Krowiarki.

## Rys historyczny
W przeszłości na Amandowie znajdował się folwark obszarniczy hrabiego von Donnersmarck, który był jego właścicielem do 1945 roku. Oprócz tego, hrabia posiadał też pałac w Krowiarkach. W 1945 na bazie folwarku powstała osada. 22 kwietnia 1949 powstała Rolnicza Spółdzielnia Produkcyjna, która jest miejscem pracy mieszkańców Amandowa jak i okolicznych wiosek. Wstępnie Rolnicza Spółdzielnia Produkcyjna użytkowała 130 ha, obecnie jest to już 280 ha.
W 1962 roku oddano do użytku osiedle budynków jednorodzinnych, a w 1980 roku budynek mieszkalny wielorodzinny.